# Marsch des Lebens
Der Marsch des Lebens (nicht zu verwechseln mit dem „Marsch der Lebenden“ oder der Demonstration der Lebensrechtsbewegung „Marsch für das Leben“) ist eine von der evangelikalen Tübinger Offensive Stadtmission gegründete internationale Bewegung mit christlich-jüdischen Gedenk- und Versöhnungsveranstaltungen, die 2007 mit einem Gedenkmarsch von Christen auf der Route des Todesmarsches von der Schwäbischen Alb nach Dachau ihren Anfang nahm. Seit 2015 gibt es den eingetragenen Verein Marsch des Lebens e. V.
Anlässlich des 70-jährigen Bestehens des Staates Israel fand in Jerusalem am 15. Mai 2018 ein sogenannter „Marsch der Nationen“ mit 6000 Teilnehmern statt, der auch jährlich durchgeführt wird. Zusätzlich gibt es am Abend vor dem Marsch noch einen sogenannten Gala-Abend, der wie der Berliner Marsch des Lebens 2025, auch auf Youtube gestreamt wird.
Neben den Demonstrationen gibt es auch noch jährliche Konferenzen und andere Veranstaltungen unter dem Label „Marsch des Lebens“.

## Entstehung und Anliegen
Der Marsch des Lebens geht auf eine Initiative von Jobst und Charlotte Bittner und den evangelisch-freikirchlichen TOS-Diensten aus Tübingen in Deutschland zurück. Gemeinsam mit Nachkommen deutscher Wehrmachts-, Polizei- und SS-Angehöriger veranstalten sie Gedenk- und Versöhnungsmärsche an Orten der Schoah in Europa und weltweit. Seit dem Beginn der Bewegung im Jahr 2007 fanden Märsche in über 20 Nationen und mehr als 400 Städten statt. Veranstalter und Teilnehmer sind vor allem Christen unterschiedlicher Denominationen und jüdische Gemeinschaften.
Die Bewegung nennt auf ihrer Homepage als die drei Hauptanliegen der Veranstaltungen:
- Erinnern – Aufarbeitung der Vergangenheit, Holocaustüberlebenden eine Stimme geben.
- Versöhnen – Heilung und Wiederherstellung zwischen den Nachkommen der Täter- und Opfergeneration.
- Ein Zeichen setzen – für Israel und gegen den modernen Antisemitismus

Nach dem ersten Marsch des Lebens 2007 gab es jährlich Märsche des Lebens in wachsender Anzahl. In den USA finden Märsche seit 2009 unter dem Namen „March of Remembrance“ statt. Oft nehmen Vertreter aus Deutschland an den Märschen im Ausland teil. Ziel ist aber, dass lokale Gemeinden vor Ort die Verantwortung für die Organisation und Durchführung übernehmen. Mit Polen gab es zudem Folgeveranstaltungen zur deutsch-polnischen Freundschaft und Versöhnung.

## Struktur
Folgende „Arbeitsbereiche“ werden auf der Webseite des „Marsch des Lebens“ aufgeführt:
- Märsche des Lebens weltweit
- March of the Nations in Israel
- Marsch des Lebens Haus in Caesarea
- Freiwilligendienst bei ADI
- Jugendbegegnung
- Persönliche Aufarbeitung
- Chanukka-Tage
- Lehrveranstaltungen

## Märsche des Lebens weltweit
| Land                    | Jahr      |
| Argentinien             | Seit 2017 |
| Belarus                 | Seit 2021 |
| Bolivien                | Seit 2011 |
| Deutschland             | Seit 2007 |
| Dominikanische Republik | Seit 2018 |
| Ecuador                 | Seit 2016 |
| Finnland                | Seit 2018 |
| Frankreich              | Seit 2017 |
| Israel                  | Seit 2017 |
| Kanada                  | Seit 2017 |
| Kolumbien               | Seit 2017 |
| Lettland                | 2011      |
| Litauen                 | 2011      |
| Österreich              | Seit 2013 |
| Paraguay                | Seit 2011 |
| Peru                    | Seit 2011 |
| Philippinen             | Seit 2017 |
| Polen                   | Seit 2012 |
| Rumänien                | Seit 2018 |
| Schweiz                 | Seit 2016 |
| Ukraine                 | Seit 2010 |
| Ungarn                  | 2014      |
| USA                     | Seit 2009 |
| Vereinigtes Königreich  | Seit 2016 |

## Erscheinungsbild
Bei einem Marsch des Lebens gibt es in der Regel ähnlich wie bei einer Demonstration eine Auftaktveranstaltung und eine Abschlussveranstaltung („Fest des Lebens“), manchmal auch weitere Veranstaltungen auf der Strecke. Dazu werden Historiker, Vertreter des öffentlichen Lebens sowie Holocaustüberlebende eingeladen, die im Rahmen der Veranstaltung ihre Geschichte erzählen.
Der bislang längste Marsch des Lebens umfasste eine Strecke von 2200 km, die in Etappen aufgeteilt in fünf Tagen gelaufen wurde.
Die Teilnehmer tragen in der Regel weiße T-Shirts mit dem Marsch-des-Lebens-Logo oder entsprechende Aufkleber. Meist gibt es ein Marsch-des-Lebens-Banner, das den Marsch als Versöhnungs- und Antirassismusveranstaltung kenntlich macht. Oft folgen darauf neben der israelischen Flagge die Fahnen des Gastgeberlandes, Deutschlands und der beteiligten bzw. vertretenen Nationen.
Die meisten Märsche des Lebens finden jährlich rund um den jüdischen Holocaustgedenktag „Jom haScho’a“ statt. Dabei kann jeder, der sich mit den Grundwerten des Marsches des Lebens einverstanden erklärt, einen solchen organisieren, unabhängig von der Religion oder Konfession, sowie politischen Überzeugung. Ausgenommen sind rechtsgerichtete oder rechtspopulistische Gruppierungen.

## Methoden

### Persönliche und lokalgeschichtliche Aufarbeitung
Zentrum und Unterscheidungsmerkmal der Marsch-des-Lebens-Bewegung zu anderen Gedenkveranstaltungen ist die Bereitschaft der Teilnehmer, teils in aufwendigen Recherchen ihre eigene Familiengeschichte in Bezug auf Verstrickungen in den Nationalsozialismus aufzuarbeiten und dafür im Rahmen ihrer Möglichkeiten Verantwortung zu übernehmen. Dazu gehört, Kontakt zu Überlebenden und deren Nachfahren aus dem eigenen Wohnort bzw. dem Ort aufzunehmen, an dem die eigenen Vorfahren an Verbrechen beteiligt gewesen waren. Dadurch wird ein sehr persönlicher Rahmen und emotionaler Zugang für beide Seiten eröffnet.
An zweiter Stelle nach der persönlichen Aufarbeitung steht die gemeinsame Aufarbeitung der Lokalgeschichte. Sie wurde im Rahmen der Märsche des Lebens in Tübingen und Leipzig in Ausstellungen festgehalten und wird bei bestimmten Anlässen oder auch als Dauerausstellung gezeigt.

### Veröffentlichungen
In seinem 2012 erschienenen Buch Die Decke des Schweigens, das mittlerweile in zehn Sprachen übersetzt wurde, schildert der Autor und Marsch-des-Lebens-Gründer Jobst Bittner ausführlich die Geschichte und Anliegen der Bewegung aus historischer, psychologischer und theologischer Perspektive.
2018 erschien vom selben Autor das Buch Erhebe deine Stimme und werde Licht.
Im selben Jahr veröffentlichte der Diplomtheologe Stefan Haas eine Bibelstudie zum Thema „die bleibende Erwählung des jüdischen Volkes“ unter dem Titel Auserwählt, in dem auch der Antijudaismus der Kirchengeschichte aufgearbeitet wird.
2017 wurde im TOS-Verlag, Marsch des Lebens Edition, die Autobiografie des Auschwitzüberlebenden Jehuda Berkovits veröffentlicht, der an Veranstaltungen der Marsch-des-Lebens-Bewegung in Deutschland, Ungarn und Israel teilgenommen hat.
In regelmäßigen Abständen bringt der Verein in Tübingen ein Marsch-des-Lebens-Infomagazin heraus. Es kann kostenlos bezogen und von der Homepage heruntergeladen werden.

### Seminare, Konferenzen, Kulturveranstaltungen
Seit 2016 finden regelmäßig Marsch-des-Lebens-Konferenzen in Tübingen statt, zu denen Gastsprecher, Holocaustüberlebende sowie alle Organisatoren von Märschen des Lebens eingeladen werden.
Zudem bietet der Tübinger Verein für Interessierte und besonders als Vorbereitung für neue Organisatoren Seminare über die „Decke des Schweigens“ an, die entweder an Ort und Stelle durchgeführt oder als DVD erworben werden könne.
Darüber hinaus gibt es über das Jahr verteilt immer wieder Seminare mit der Möglichkeit, sich inhaltlich mit der Bewegung verwandten Themen wie modernem Antisemitismus oder Erinnerungskultur auseinanderzusetzen.
Der Verein ruft dazu auf, Gastredner einzuladen und Informations- und Kulturveranstaltungen durchzuführen, um über Antisemitismus, Lokalgeschichte und die reiche jüdische Kultur aufzuklären. In Tübingen finden in diesem Sinne jährlich anlässlich des jüdischen Lichterfestes öffentlich die „Chanukka-Tage“ statt.

### Musik, Tanz und Theater
Im Zuge der Marsch-des-Lebens-Bewegung entstanden verschiedene kreative Elemente. Das bekannteste ist ein Musikvideo, in dem Nachfahren von Nazitätern als Freunde Israels die israelische Nationalhymne haTikwa singen und anschließend ihre Familiengeschichte erzählen.
In dem Musical Nie wieder schweigen erfährt die Studentin Hannah in Haifa, dass der erste Mann ihrer Großmutter am Tage seiner Hochzeit von den Deutschen erschossen wurde, weil er Jude war. Gleichzeitig findet Hannahs Bekannter Lukas in Deutschland auf dem Dachboden die Aufzeichnungen seines Großvaters, der diesen Mord begangen und nie darüber gesprochen hat.

### Kooperationen und Veranstaltungen in Israel
Kooperationen und mit der Bewegung in Verbindung stehende Reisen nach Israel werden seit 2015 vom Marsch-des-Lebens-Haus in Caesarea aus organisiert, wo auch regelmäßig Veranstaltungen für Holocaustüberlebende stattfinden.
Seit Dezember 2015 wurden junge Vertreter der Marsch-des-Lebens-Bewegung wiederholt von verschiedenen Schulen in Israel eingeladen, um ihre persönlichen Familiengeschichten zu erzählen und auf dieser Grundlage mit ihren israelischen Altersgenossen ins Gespräch zu kommen.
Im Juni 2015 vereinbarten ADI Negev Chairman Generalmajor (res.) Doron Almog und Marsch-des-Lebens-Gründer Jobst Bittner eine Kooperation zwischen den beiden Organisationen. Seit August 2015 entsendet der Marsch des Lebens regelmäßig Freiwillige aus Deutschland zur Unterstützung der Arbeit mit Menschen mit Behinderung im ADI Netzwerk. Das Projekt wird vom Internationalen Jugendfreiwilligendienst (IJFD) unterstützt.

### Marsch der Nationen
Am 15. Mai 2018 fand anlässlich des 70-jährigen Bestehens des Staates Israel ein großer Marsch der Nationen mit 6000 Teilnehmern aus Israel und über 50 Nationen statt. Der Marsch endete in der Open Air Arena Sultan’s Pool mit einem Festival of Life, bei dem die Nationen ihre Solidarität mit Israel bekundeten und erklärten, ihre Stimme gegen Antisemitismus in ihren Ländern zu erheben.
In den zwei Tagen vor dem Marsch fand eine internationale Konferenz mit 2000 Teilnehmern statt, die zur intensiven Auseinandersetzung mit dem Holocaust und der Rolle des jahrtausendealten christlichen Antijudaismus diente.
2019 fand der zweite Marsch der Nationen mit Start in Jerusalem statt. Anschließend kamen etwa 1000 internationale Teilnehmer und Israelis in Sderot, Klar Saba und Tiberias zusammen um ihre Freundschaft zu Israel zu demonstrieren.
2020 fand aufgrund der weltweiten Corona-Pandemie kein Marsch des Nationen statt.
Der Marsch der Nationen 2021 fand in 10 Städten statt. Dabei reiste eine kleine Gruppe von Stadt zu Stadt um Menschen weltweit eine Teilnahme per Livestream zu ermöglichen. Zunächst sollte das Event am 14. Mai stattfinden, musste aber dann aufgrund von Raketenangriffen auf den 2. und 3. Juni 2021 verschoben werden.
2022 führte der Marsch der Nationen mehrere hundert Teilnehmer an drei Tagen 600 km auf dem Israel National Trail von Dan bis Arad. Zum Abschluss fanden in drei Städten in Israel gemeinsam mit hunderten Israelis öffentliche Märsche und Veranstaltungen unter dem Motto „United to be a Light“ statt, um ein Zeichen der Freundschaft zu Israel und gegen Antisemitismus setzen.

### Marsch des Lebens Award
Der Marsch-des-Lebens-Preis ist eine ideelle und materielle Auszeichnung, die der Marsch des Lebens e.V. jedes Jahr verleiht. Mit dem Preis werden Personen und Gruppen ausgezeichnet, die
- wertvolle Beiträge zur Aufarbeitung der Schoa geleistet haben,
- sich um die Versöhnung zwischen Tätern und Opfern des Holocaust und deren Nachkommen in besonderer Weise verdient gemacht haben,
- den Staat Israel auf besondere Weise unterstützen.

2017 verlieh der Verein den ersten Marsch-des-Lebens-Preis an den Auschwitz-Historiker Gideon Greif. 2018 wurde der Preis an Generalmajor a. D. Doron Almog verliehen, der die Wohltätigkeitsorganisation ADI Negev-Nahalat Eran gegründet hat, in der Kinder und Erwachsene mit schwersten Behinderungen auf höchstem Niveau versorgt werden.

### Auszeichnungen
In den Jahren 2011 und 2015 wurde der Marsch des Lebens von der Knesset, dem israelischen Parlament, für sein besonderes Engagement für Holocaustüberlebende ausgezeichnet.
Am 25. April 2017 verlieh die Jüdische Gemeinde zu Halle (Saale) dem Tübinger Verein Marsch des Lebens e.V. den Emil-L.-Fackenheim-Preis für Toleranz und Verständigung.

### Unterstützer und Partner
- ADI, Israel
- Christen an der Seite Israels, Deutschland
- Ebenezer Operation Exodus, Deutschland
- European Coalition for Israel (ECI), Belgien
- European March of the Living Network, Belgien
- Helping Hand Coalition Global Forum, Israel
- International Christian Embassy Jerusalem (ICEJ)
- International March of the Living
- Israel Allies Foundation, Belgien
- Keren Hayesod, Deutschland
- Knesset Christian Allies Caucus, Israel
- Simon Wiesenthal Center – Mitveranstalter MDL 2025 Berlin[19][20]

## Kritik
Manche kritisieren an der Bewegung, dass nachfolgende Generationen für die Taten ihrer Vorfahren keine Schuld trügen und deswegen auch nur bedingt dafür Verantwortung übernehmen könnten bzw. dass es keine stellvertretende Bitte um Vergebung geben könne.
Kritik richtet sich auch gegen verschiedene theologische Deutungen der Veranstaltungen.
Des Weiteren wird der Bewegung eine Unterwanderung durch christlich-fundamentalistische, missionarische und homophobe Akteure vorgeworfen.